# Ceraticelus similis
Ceraticelus similis är en spindelart som först beskrevs av Banks 1892.  Ceraticelus similis ingår i släktet Ceraticelus och familjen täckvävarspindlar. Inga underarter finns listade i Catalogue of Life.